# Mark Pryor
Mark Lunsford Pryor (født 10. januar 1963 i Fayetteville, Arkansas) er demokratisk senator til det amerikanske senat fra Arkansas. Han tjener sammen med den ligeledes demokratiske Blanche Lincoln.
Ved midtvejsvalget i 2014 tabte han til republikanske kandidat Tom Cotton, hvorfor Pryors periode som senator endte den 3. januar 2015.